# Monika Jagielska
Monika Grażyna Jagielska (ur. 1970) – polska prawnik, doktor habilitowany nauk prawnych, profesor Uniwersytetu Śląskiego i innych uczelni, specjalistka w zakresie prawa cywilnego i prawa międzynarodowego prywatnego, prodziekan ds. rozwoju i współpracy Wydziału Prawa i Administracji Uniwersytetu Śląskiego w Katowicach.

## Życiorys
W 1994 ukończyła studia prawnicze na Wydziale Prawa i Administracji Uniwersytetu Śląskiego. Tam też w 1998 na podstawie napisanej pod kierunkiem Maksymiliana Pazdana rozprawy pt. Odpowiedzialność za produkt wadliwy w prawie cywilnym otrzymała stopień naukowy doktora nauk prawnych w zakresie prawa, specjalność: prawo cywilne. Na tym samym wydziale w 2011 na podstawie dorobku naukowego oraz rozprawy pt. Ewolucja ochrony konsumenta w prawie kolizyjnym Unii Europejskiej w zakresie zobowiązań umownych uzyskała stopień doktora habilitowanego nauk prawnych w zakresie prawa, specjalność: prawo cywilne, prawo prywatne międzynarodowe.
Została profesorem Uniwersytetu Śląskiego zatrudnionym na Wydziale Prawa i Administracji w Katedrze Prawa Cywilnego i Prawa Prywatnego Międzynarodowego. Była także zatrudniona na Wydziale Prawa i Administracji Uniwersytetu Opolskiego i w Akademii im. Jana Długosza w Częstochowie na Wydziale Nauk Społecznych w Instytucie Administracji.
We wrześniu 2022 r. została powołana do pełnienia funkcji Prodziekana do spraw rozwoju i współpracy Wydziału Prawa i Administracji Uniwersytetu Śląskiego w Katowicach.
Objęła stanowisko sekretarza Komisji Prawniczej w Katowicach Stacji Naukowej Polskiej Akademii Umiejętności w Katowicach.